# Kapsejladsen 2012
Kapsejladsen 2012 er den 22. udgave af Kapsejlads på Aarhus Universitet. Stævnet blev afholdt 3. maj 2012 og foregik i tre indledende heats og et finaleheat.
Dommerne ved kapsejladsen 2012 var @lkymia, der er kemikernes festforening. De overtog dommertjansen efter lærerne. @lkymia sad også over selve sejladsen ved Kapsejladsen 2011. Der var omkring 24.000 tilskuere til eventen i Universitetsparken, hvilket er rekord for kapsejladsen.

## Holdudvælgelse og træning
Sejladsen har deltagelse af 12 deltagerhold/festforeninger. Umbilicus, medicinernes festforening, er direkte kvalificeret som arrangør af arrangementet og Økonomisk Forening er kvalificeret som forsvarende mester. Alle hold er udvalgt af Forretningsudvalget i Umbilicus til at deltage.
| Forening              | Sejlads nr.* | Hidtil bedste placering                                |
| --------------------- | ------------ | ------------------------------------------------------ |
| Politologisk forening |              | Nr. 2                                                  |
| Juridisk Selskab      |              |                                                        |
| Søstrene              |              |                                                        |
| HUMBUG                |              |                                                        |
| Psykologerne          |              |                                                        |
| Ingeniørerne          |              |                                                        |
| Umbilicus             | 13           | Nr. 1 (2000, 2001, 2003, 2004, 2005, 2007, 2008, 2010) |
| Økonomisk Forening    |              | Nr. 1 (2006, 2009, 2011, 2012)                         |
| Svederen (lærerne)    |              |                                                        |
| Idræt                 |              | Nr. 1 (2002)                                           |
| Apollonia             |              |                                                        |
| TÅGEKAMMERET          | 13           |                                                        |
| * Siden år 2000       |              |                                                        |

Flere hold træner hårdt til kapsejladsen og d. 15 april 2012 afholdtes et træningsarrangement, hvor OL-sølvvinder René Holten Poulsen gav teknisk vejledning til selve sejladsen.

## Sejladsen

### Format
De 12 deltagende hold sejler først i en indledende runde med tre heats á fire hold. Det bedste hold fra hver heat går videre til finalen om det gyldne bækken samt anden og tredjepladsen. Holdene, der ikke går videre fra de indledende heat, rangeres kun efter heatplacering og således ikke i en samlet rækkefølge.

### Indledende heats
Udtrækningen af heats til kapsejladsen 2012 blev udført den 23. marts 2012 i Samfundsfaglig Kantine på Aarhus School of Business and Social Sciences.
| Bane   |
| ------ |
| Bane 1 |
| Bane 2 |
| Bane 3 |
| Bane 4 |

| Heat 1             |
| ------------------ |
| Økonomisk Forening |
| Umbilicus          |
| Svederen           |
| TÅGEKAMMERET       |

| Heat 2                           |
| -------------------------------- |
| Idræt - F.U.C.K                  |
| Ingeniørhøjskolen - FestUdvalgeT |
| Sygeplejeskolen - Søstrene       |
| Arts - Humbug                    |

| Heat 3                     |
| -------------------------- |
| Tandlægeskolen - Apollonia |
| Politologisk forening      |
| Juridisk Selskab (JUS)     |
| Psykologi                  |

### Finale
| Placering  |
| ---------- |
| 1. Pladsen |
| 2. Pladsen |
| 3. Pladsen |

| Heat 1                           |
| -------------------------------- |
| Økonomisk Forening               |
| Ingeniørhøjskolen - FestUdvalgeT |
| Psykologi                        |

| Bane   |
| ------ |
| Bane 2 |
| Bane 1 |
| Bane 3 |

## Underholdning
Årets konferenciers var Jørgen Leth og Dennis Ritter, der efterfølger rollerne som konferenciers efter Huxi Bach og Karen Thisted. Leth og Ritter, der blandt andet er kendt som kommentatorer på Tour de France, adskiller sig således fra de mange forrige konferenciers, der hovedsageligt har været komikere.
Ligesom de foregående fire år var det i denne udgave af kapsejladsen muligt at oddse på udfaldet, hvor TÅGEKAMMERET traditionen tro fik de dårligste odds på NordicBet. Medicin var her udråbt som favorit efterfulgt af Økonomisk Forening, ingeniørerne og F.U.C.K..
Som optakt spillede Aarhus Studenterradio, der blev sendt i højtalerne i parken mellem 10 og 14, hvorefter de fortsatte med at sende live under selve sejladsen, hvor konferencierne dog tog over i højtalerne i parken. Århus Studenterradio stod desuden for en række konkurrencer, herunder pælesidning og det efterhånden traditionelle nøgenløb, hvor man kunne vinde henholdevis en iPod Touch og billet til Roskilde Festival 2012. I nøgenløbet deltog blandt andre 4 piger, og de fleste af deltagerne i løbet havde malet Aarhus Studenterradios radiofrekvens 98,7 med rød og sort på maven.

### Efterfest
Efterfesten blev afholdt i Klubben på ASB med bandene WhoMadeWho og Queen Machine.

## Praktiske forhold
Med over 20.000 deltagere i universitetsparken var der store krav til de praktiske foranstaltninger. Arrangørerne havde da også lovet bedre lyd til 2012-udgaven, hvilket var efterkommet med flere og bedre højttaler enheder, desværre var der stadig områder uden lyd bl.a. på grund af strømudfald. Flere barer var opstillet rundt om i parken herunder barer fra sponsorerne fra Red Bull samt Social Club.
I parken var opstillet tre vogne med mobile toiletter samt adskillige urinaler på begge sider af universitetssøen. Mange sorte affaldssække var hængt på træerne i parken som opfordring til selv at smide affald ud. Oprydning af parken blev efter arrangementet, samt den følgende dag, varetaget af de deltagende festforeninger.